# Себастиан Джовинко
Себастиан Джовинко (на италиански: Sebastian Giovinco) е бивш италиански футболист. Наричан е от феновете „Атомната мравка“ заради ръста си и способността да „избухва“ по време на мач. Той е изключително бързо крило/атакуващ полузащитник, с отличен дрибъл и плеймейкърски умения.

## Биография

### Ранен живот
Джовинко е роден в Торино в семейство на южноиталианци: неговата майка е от Катандзаро, Калабрия, а баща му е от Палермо, Сицилия.
На 14 години започва да тренира в Ювентус. Играе в Примаверата, а през сезон 2005/2006 я спечелва.

### Дебют за първия отбор на Ювентус
Джовинко дебютира за първия отбор на Ювентус на 12 май 2007 в мач от Серия Б срещу Болоня като той заменя Рафаеле Паладино и прави впечатляващ дебют, след като прави асистенция на Давид Трезеге.

### Наем в Емполи
На 4 юли 2007 Джовинко е преотстъпен за един сезон на Емполи където играе с 4 номер, тосканци са си осигурили участие в турнира за Купата на УЕФА и това дава шанс на Себастиян да дебютира в европейските клубни турнири. Първия си гол в Серия А той отбелязва на 30 септември 2007 срещу Палермо където Емполи побеждава с 3 – 1, а той вкарва в 82 минута за 2 – 1.
Джовинко предизвиква голям медиен интерес когато на 4 ноември 2007 той вкарва изравнителен гол за 2 – 2 в 90 минута срещу тогаващния вицешампион Рома. Голът му от пряк свободен удар наподобява този на Роналдиньо срещу Англия на Световно първенство по футбол 2002.

### Завръщане в Ювентус
След фурора в Емполи Джовинко се завръща в Ювентус на 26 юни 2008.
Себастиан Джовинко играе първия си мач за Ювентус след завръщането на 24 септември 2008 срещу Катания. Джовинко започва титуляр и прави много добър мач като асистира на Амаури за 1 – 0 в 83 минута е замене от Павел Недвед. Той вкарва първия си гол за Ювентус в Серия А на 7 декември 2008 в мач срещу Лече след невероятно изпълнение на пряк свободен удар. След това той вкарва и на Катания за Купа на Италия, а след това и на Болоня в мач от Серия А.

### Парма
На 10 август 2010 Ювентус и Парма се договарят за преминаването на Джовинко в Парма, под наем, с опция за закупуване на 50% от правата му.

### Торонто
На 19 януари 2015 преминава в канадския отбор ФК Торонто, от едноименния град Торонто, който се състезава в Мейджър Лийг Сокър, футболното първенство на САЩ и Канада.

### Международна кариера
Джовинко започва да играе за националния отбор на Италия до 16 години. Той е извикан в младежкия национален отбор на Италия до 21 години от треньора Пиерлуиджи Казираги. На 1 юни 2007 той прави дебют в квалификационния мач срещу Албания. Той прави асистенция на Роберт Акуафреска за единственото попадение в срещата.
На международния турнир в Тулон през 2008 той се превръща в най-ценен играч за отбора си като вкарва 2 гола още на откриването на турнира в мач срещу Кот Д'ивоар, а след това печели дузпа на полуфинала срещу Япония. Италия печели турнира след победа на финала срещу Чили с 1 – 0.
Джовинко е повикан и в националния отбор на Италия за Олимпиадата в Пекин. Той вкарва още в първия мач срещу Хондурас спечелен с 3 – 0. Неговото олимпийско приключение завършва на 1/4 финалите където Италия губи с 2 – 3 от Белгия.

## Голове за Ювентус
| ДАТА       | ОТБОР   | Рез. | МАЧ                      | Гол |
| ---------- | ------- | ---- | ------------------------ | --- |
| 07.12.2008 | Лече    | 3:1  | Серия А                  | 1   |
| 14.1.2009  | Катания | 3:0  | Купа на Италия 1/8 Финал | 2   |
| 14.03.2009 | Болоня  | 4:1  | Серия А                  | 2   |
| 31.10.2009 | Наполи  | 2:3  | Серия А                  | 2   |

## Успехи

### Клубни
Ювентус
- Серия А (2) – 2013, 2014
- Суперкупа на Италия – 2013
- Серия Б (1) – 2007

### Национален отбор
Италиански национален отбор до 21 години:
- 2008 Международен турнир в Тулон
- Европейско първенство по футбол сребро – 2012
- Купа на конфедерациите – бронз (2013)